# Giulio Piazza (calciatore)
Giulio Piazza (Milano, 18 luglio 1918 – ...) è stato un calciatore italiano, di ruolo centrocampista.

## Carriera
Disputa il campionato di Serie C 1941-1942 con il Baratta Battipaglia ed il successivo campionato 1942-1943 con la Salernitana (5 presenze all'attivo), con la quale vince il campionato riuscendo a tenersi alle spalle la sua ex squadra, e poi ad ottenere la promozione arrivando seconda (peraltro di un solo punto) nel Girone Finale.
Nel dopoguerra debutta in Serie B con il Vigevano nel 1946-1947, disputando due campionati cadetti per un totale di 54 presenze e 3 reti. In quelle due stagioni il Vigevano ottiene un settimo e un nono posto e retrocede in Serie C, nonostante in quegli anni in squadra fossero presenti vari ex giocatori di Serie A.

## Palmarès

### Club

#### Competizioni nazionali
- Serie C: 1

Salernitana: 1942-1943